# Przemysław Wiktor Odrowąż-Pieniążek
Przemysław Wiktor Odrowąż-Pieniążek (ur. 2 października 1850 w Warszawie, zm. 31 maja 1916 w Krakowie) – polski lekarz.

## Życiorys
Uczył się w Krakowie (gimnazjum św. Anny i Uniwersytet Jagielloński) i Wiedniu). Po skończeniu studiów zajmował się badaniem chorób uszu, gardła, nosa i krtani. W 1879 po habilitacji na Wydziale Lekarskim Uniwersytetu Jagiellońskiego otrzymał pozwolenie na bezpłatne prowadzenie wykładów z laryngologii i rynologii na UJ. Od 1888 roku profesor nadzwyczajny, a w 1902 zwyczajny Uniwersytetu Jagiellońskiego. W latach 1887–1889 był prezesem Towarzystwa Lekarskiego Krakowskiego. W 1879 napisał podręcznik Laryngoskopia i choroby krtani i tchawicy. W 1888 roku został mianowany profesorem nadzwyczajnym, a w 1902 zwyczajnym.
Jako pierwszy w Polsce, w roku 1872, wykonał zabieg tzw. bronchoskopii dolnej. Wprowadził przez otwór tracheostomijny specjalny lejek do tchawicy pacjenta. Zabieg ten opisał dopiero w roku 1901. W 1884 wykonał pierwszy na świecie zabieg tracheobronchoskopii. Odnosił pewne sukcesy w leczeniu błonicy, wówczas jeszcze powszechnie uznawanej za chorobę śmiertelną. Został uznany pierwszym w historii polskiej medycyny specjalistą w dziedzinie laryngologii. 
Pochowany na cmentarzu Rakowickim w Krakowie.